# Tronador (fusée)

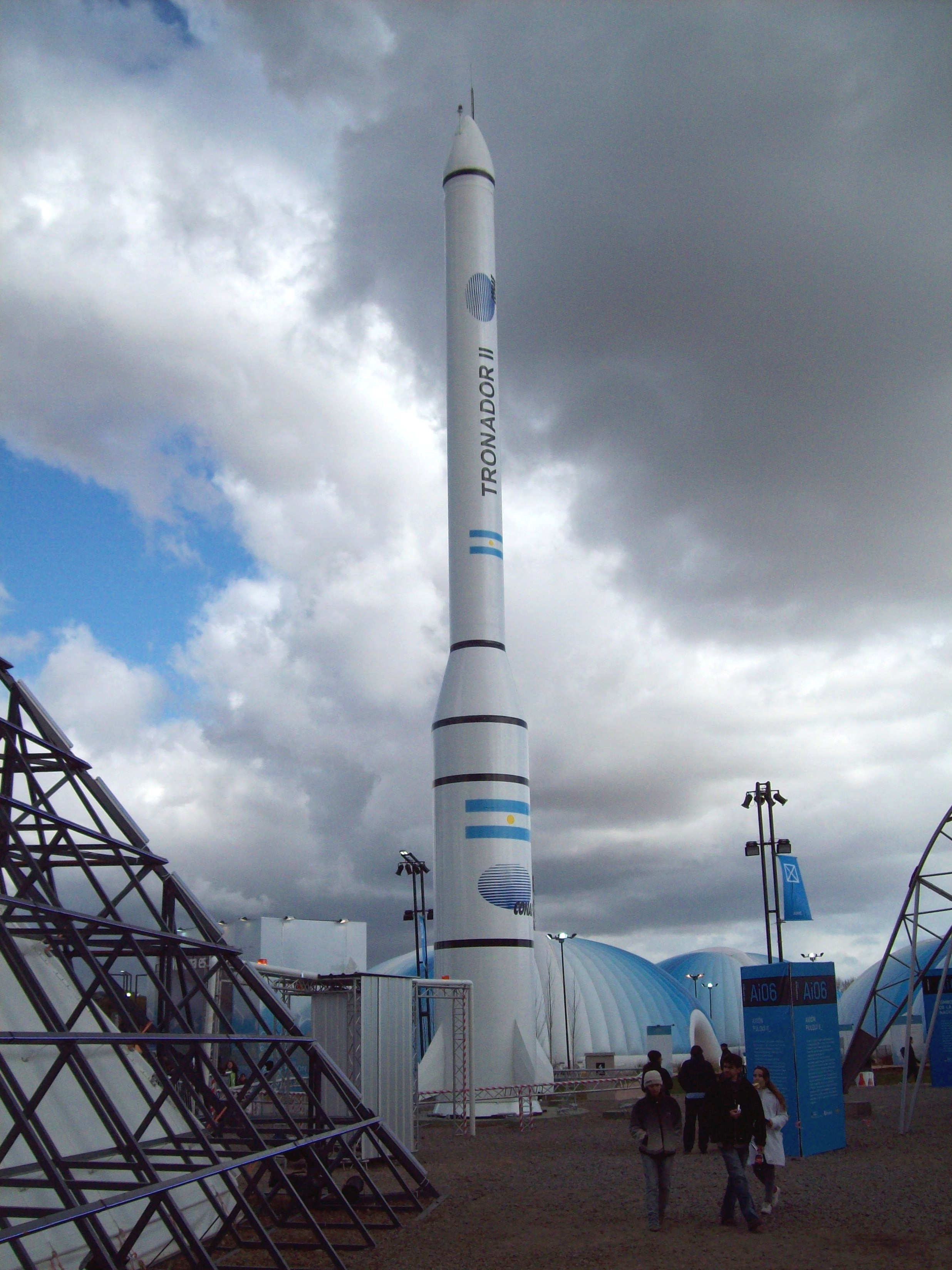
Fusée Tronador II

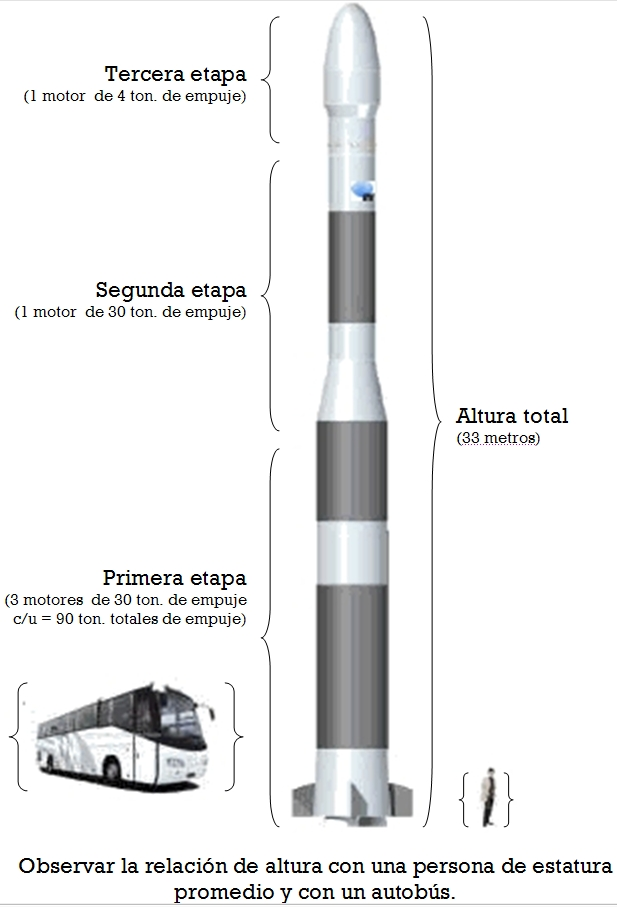
Tronador première version 2, qui se compose de trois étages. Il a ensuite été repensé dans une fusée à deux étages.

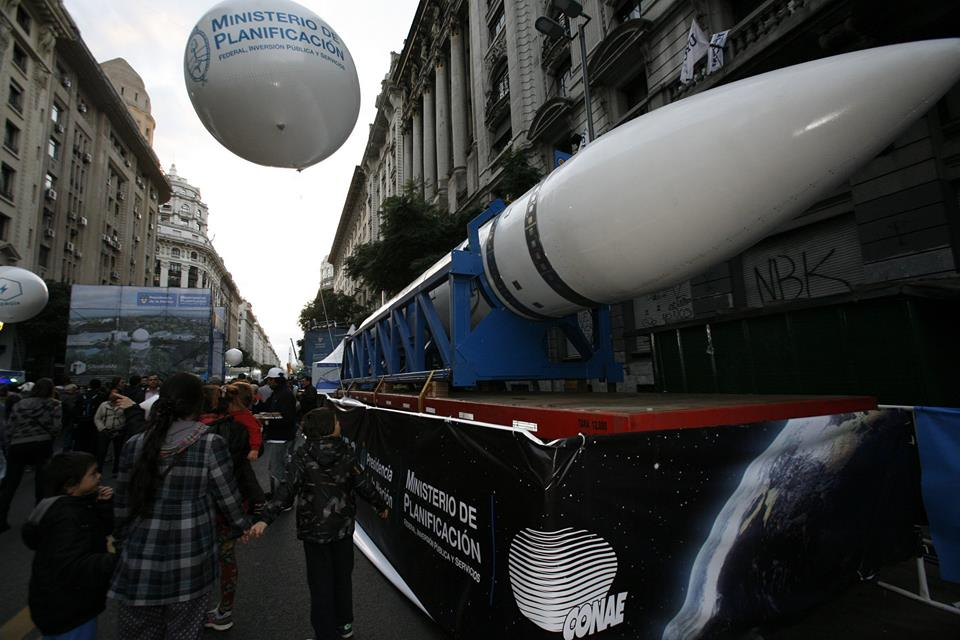
Prototype du premier étage de la fusée Tronador II, Vex-1A, dans les célébrations du 25 mai à Buenos Aires.

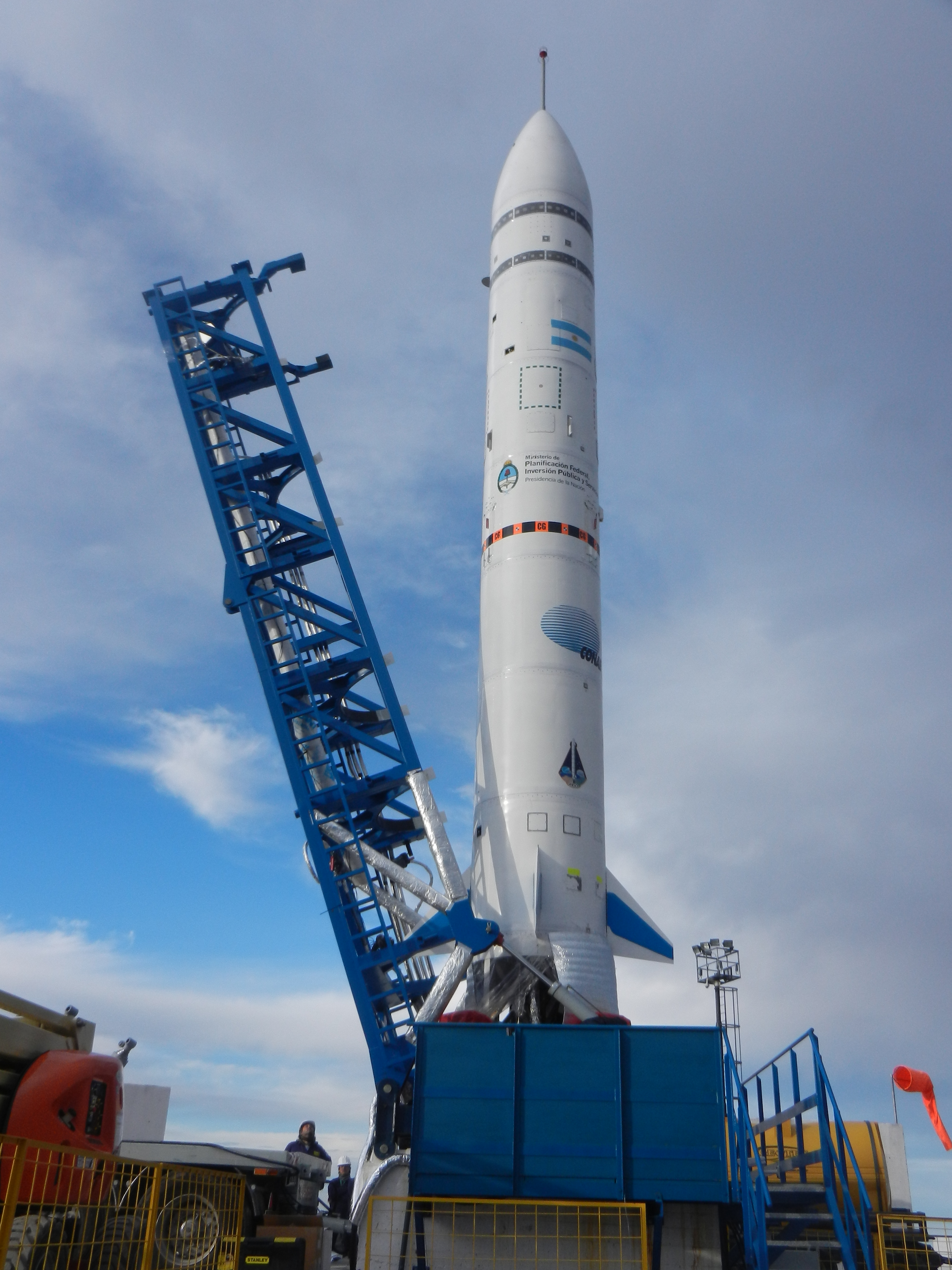
Vex-1b, le premier prototype à avoir réussi un lancement.

Tronador (Tonnerre en espagnol) est un lanceur  léger développé par l'Argentine. La version Tronador I était un projet de fusée suborbitale qui n'a pas abouti. Tronador II  doit permettre de placer une charge utile de 250 kg en orbite héliosynchrone. L'Argentine a dépensé 190 M€ sur la période 2014-2015 pour mettre au point cette dernière version avec l'objectif de permettre un premier vol de qualification en 2016.

## Historique
Sous la pression des États-Unis, l'Argentine avait arrêté au début des années 1990 les développements du missile balistique, le Condor II réalisé en coopération avec l’Égypte et l'Irak. Au début des années 2010, le gouvernement argentin relance les développements de fusées à usage purement civil. Les Tronador sont des engins de petite taille (60 kg) qui volent à deux reprises en 2007 et 2008. Au début des années 2011, le gouvernement argentin décide de développer un lanceur léger, le Tronador II, pour placer en orbite les satellites domestiques avec l'objectif de disposer d'un engin opérationnel en 2013.

## Développement
La construction du lanceur est réalisée par la société publique VENG (Vehículos Space Nueva Generation) et supervisée par la CONAE, l'agence spatiale de l'Argentine. La mise au point du Tronador II est effectuée en lançant des démonstrateurs chargés de qualifier des sous-ensembles du futur lanceur.
En 2014, deux démonstrateurs VEx 1 sont lancés depuis la base de Punto Indio rattachée à l'Université nationale de La Plata. Ces fusées longues de 14 m pour un diamètre de 1,5 m et une masse de 2,8 tonnes sont propulsées par un moteur-fusée de la T-4000 brûlant un mélange de MMH et de peroxyde d'azote additionné d'acide nitrique. Le démonstrateur doit effectuer un bref vol en s'élevant de 300 mètres. Deux lancements ont lieu le 26 février et le 15 août 2014 depuis le site de l'Université nationale de La Plata à Punta Indio. Seul le second est un succès et aurait permis de qualifier le système de guidage du futur lanceur,.
Trois tirs du démonstrateur VEx 5 sont prévus en 2015 :
- Pour les deux premiers tirs, VEx-5A et VEx-5B planifiés en 2015, le démonstrateur est une fusée mono étage propulsée par un moteur-fusée de 30 tonnes de poussée qui sera utilisé sur le premier étage du lanceur. L'objectif est de qualifier ce moteur brûlant un mélange de kérosène et d'oxygène liquide.
- Pour le troisième tir VEx-5C également prévu en 2015, le démonstrateur réutilise l'engin précédent surmonté d'un second étage constitué par le VeX-1 avec une coiffe. L'objectif est de valider le déroulement de la séparation des étages et l'allumage du second étage ainsi que le largage de la coiffe.

## Caractéristiques techniques
L'architecture technique du lanceur Tronador II a beaucoup évolué. Dans la dernière version figée en février 2015, le lanceur d'une longueur de 30 mètres et d'un diamètre constant de 2,5 m pour une masse de 66 tonnes (masse à vide de 6 tonnes) comprend deux étages et demi. Le premier étage comporte 3 moteurs-fusées dont deux sont largués après une première phase d'accélération comme le faisait le lanceur Atlas. La propulsion est assurée par des moteurs de 30 tonnes de poussée unitaire brûlant un mélange de kérosène et d'oxygène liquide. Il s'agit sans doute d'un moteur à flux dérivé avec une alimentation par turbopompe entrainée par un générateur de gaz avec refroidissement par régénération. Le second étage est propulsé par un moteur unique de 40 kN de poussée.